# 檳城海戰
檳城海戰（英語：Battle of Peneng）是在1914年10月28日，第一次世界大战時，在槟威海峡爆发的海戰。于1914年10月28日，德国埃姆登號小巡洋艦袭击俄罗斯防护巡洋舰珍珠号和法国驱逐舰火槍号，导致激烈的海战。此次事件造成珍珠号上的89名海兵丧生，法国火枪号沉没，但埃姆登号成功逃离，未有受到实质性伤害。此战成为第一次世界大战中遠東地區的重要战役之一。

## 背景

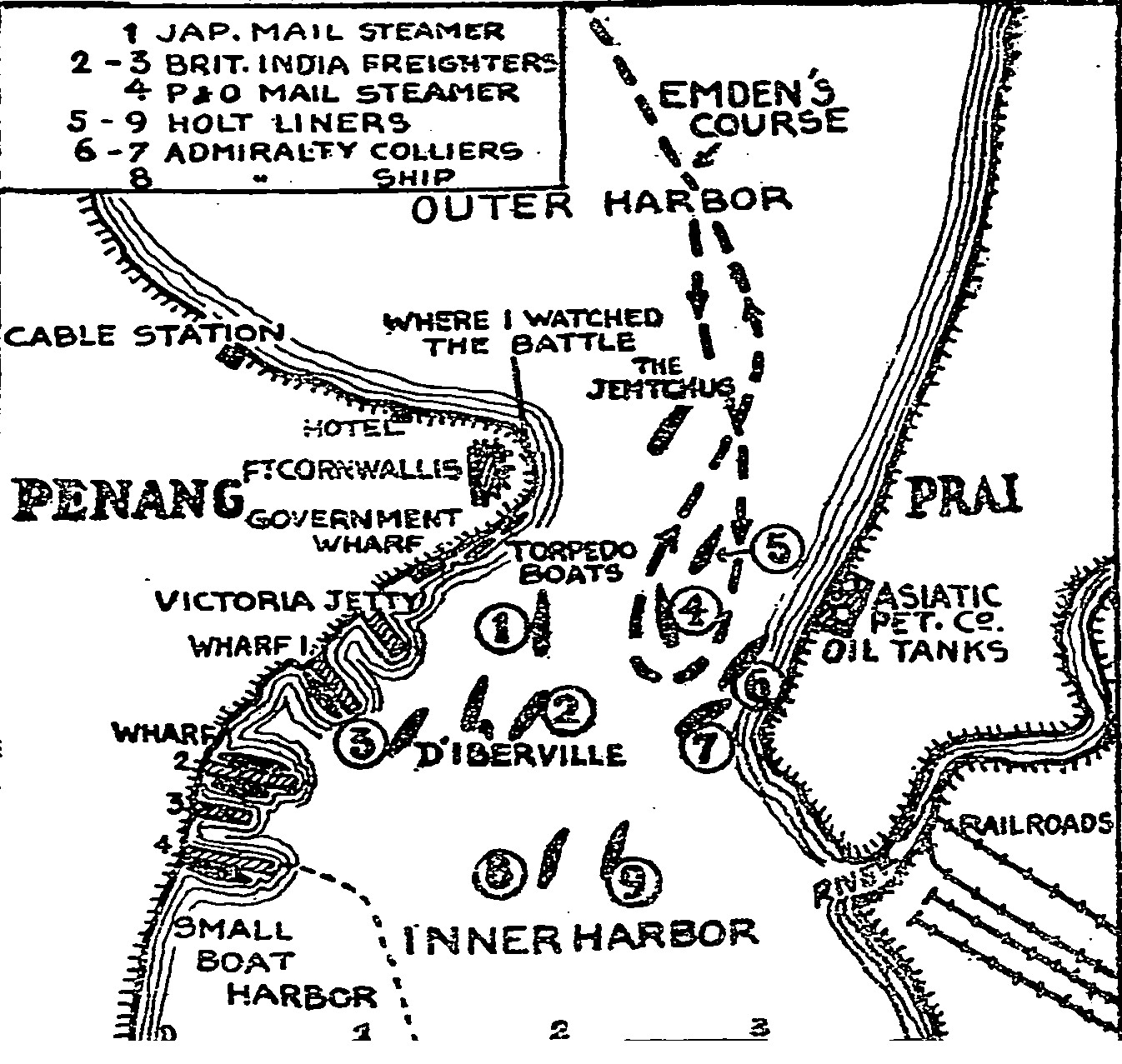
在1914年發生的檳城海戰，此地圖由紐約時報所刊登

当时，槟城是英国殖民地海峡殖民地的一部分。槟城是马来亚（今马来西亚）西海岸的一个岛屿。它与馬來半島只有很短的距离。槟城的主要城镇乔治市位于一个港口上。战争初期，盟军海军和商船大量使用该港口。
第一次世界大戰爆发后不久，德国东亞分艦队离开了位于中国青岛的基地。分艦队向东驶往德国，但有一艘由卡尔·冯·穆勒中校率领的轻巡洋舰埃姆登號小巡洋艦被单独派去执行突袭任务。

## 經過
德意志帝國的埃姆登號在十月二十八日午夜至凌晨四時五十分左右進入檳榔嶼北部海域，並靠近港灣。根據艦長穆勒的回憶，埃姆登號偽裝成四煙囪型，故意讓人誤以為是英國巡洋艦雅茅斯號，以掩飾其身份。在五時左右，珍珠號上的俄國水兵原以為雅茅斯號要停泊，卻發現竟是埃姆登號；同時，埃姆登號隨即升起德國旗，開始對目標發射魚雷和開炮，使俄艦珍珠號意識到敵船不是一般的魚雷艇。珍珠號在被埃姆登號的魚雷擊中後，部分水兵已經棄船跳海，德國水兵遙見法艦迪巴域號（D’Iberville）躲在內側對他們開火。
埃姆登號趁珍珠号無法還擊的時候，再次從近距離發射第二枚魚雷，使珍珠號在十五分鐘內被炸成兩半後沉沒。埃姆登號原本有機會再將迎面而來的魚雷艇迪巴域號擊沉，但在戰艦駛出港灣時，穆勒放棄了這個念頭。珍珠號上的八十九名海兵中有八十二人死亡，他們的遺體埋葬在島上的西方路基督教墓園（Western Road Cemetery），另外兩名軍官埋葬在木蔻山島（Pulau Jelajak）。穆勒後來對於未能拯救珍珠號官兵和在戰鬥中誤射其他政府商船感到愧疚。而在檳城港口的漁夫則出動小船救起了多名差點溺死的俄羅斯傷兵。
埃姆登號在檳城戰役中剛離港不久，正在試圖俘虜一艘英國商船，卻碰巧遇到法國驅逐艦火槍号進入戰鬥。火槍號錯誤地尾隨以為是英國戰艦，埃姆登號開炮後，火槍號意識到不對勁開始轉頭，但埃姆登號迅速發起連環炮擊，雖然中途穆勒下令停火，但法艦仍不投降，最終導致火槍號沉沒。在這場戰鬥中，埃姆登號展開救援，上船拯救了剩下的三十六名法國官兵，但其中三人後來因重傷不治，其他陣亡者包括艦長菲利斯．德環（Félix Théroinne）。整個過程僅用了二十分鐘。
在這次的戰役中，德國的埃姆登號中的全體人員毫髮無傷，并且順利駛出檳城海域，前往北脫出馬六甲海峽。

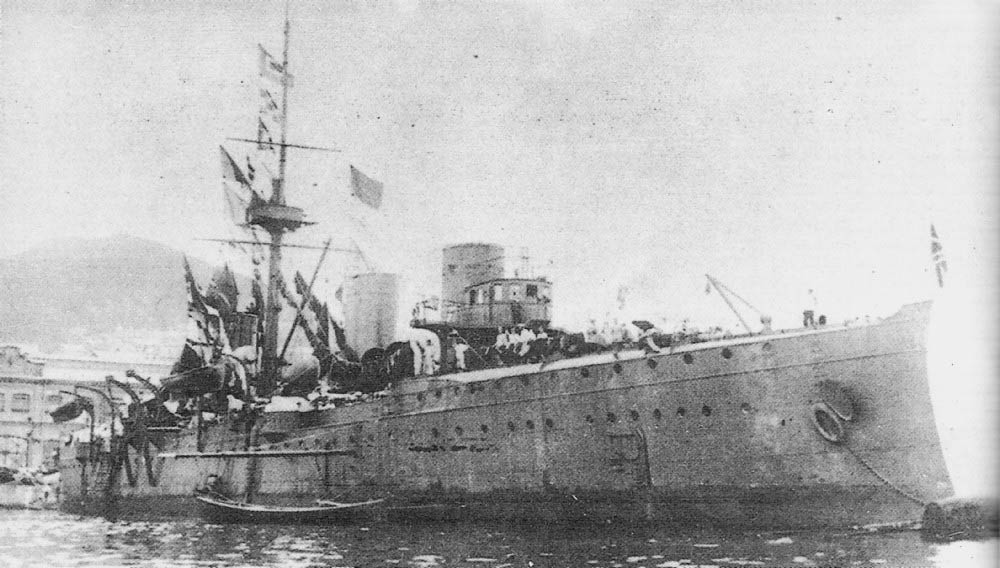
珍珠號

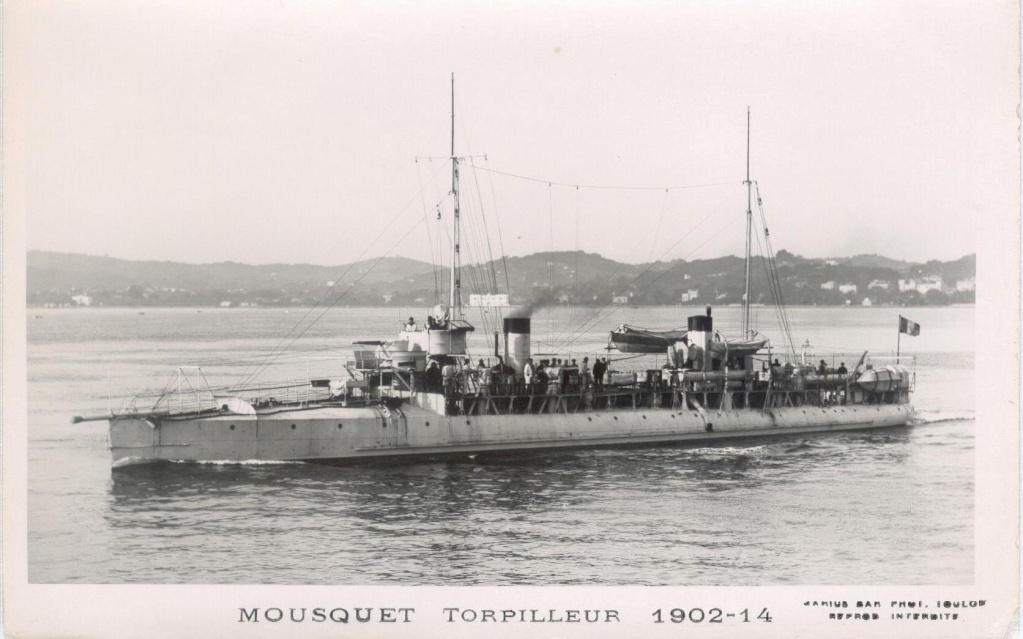
長槍號

## 戰後

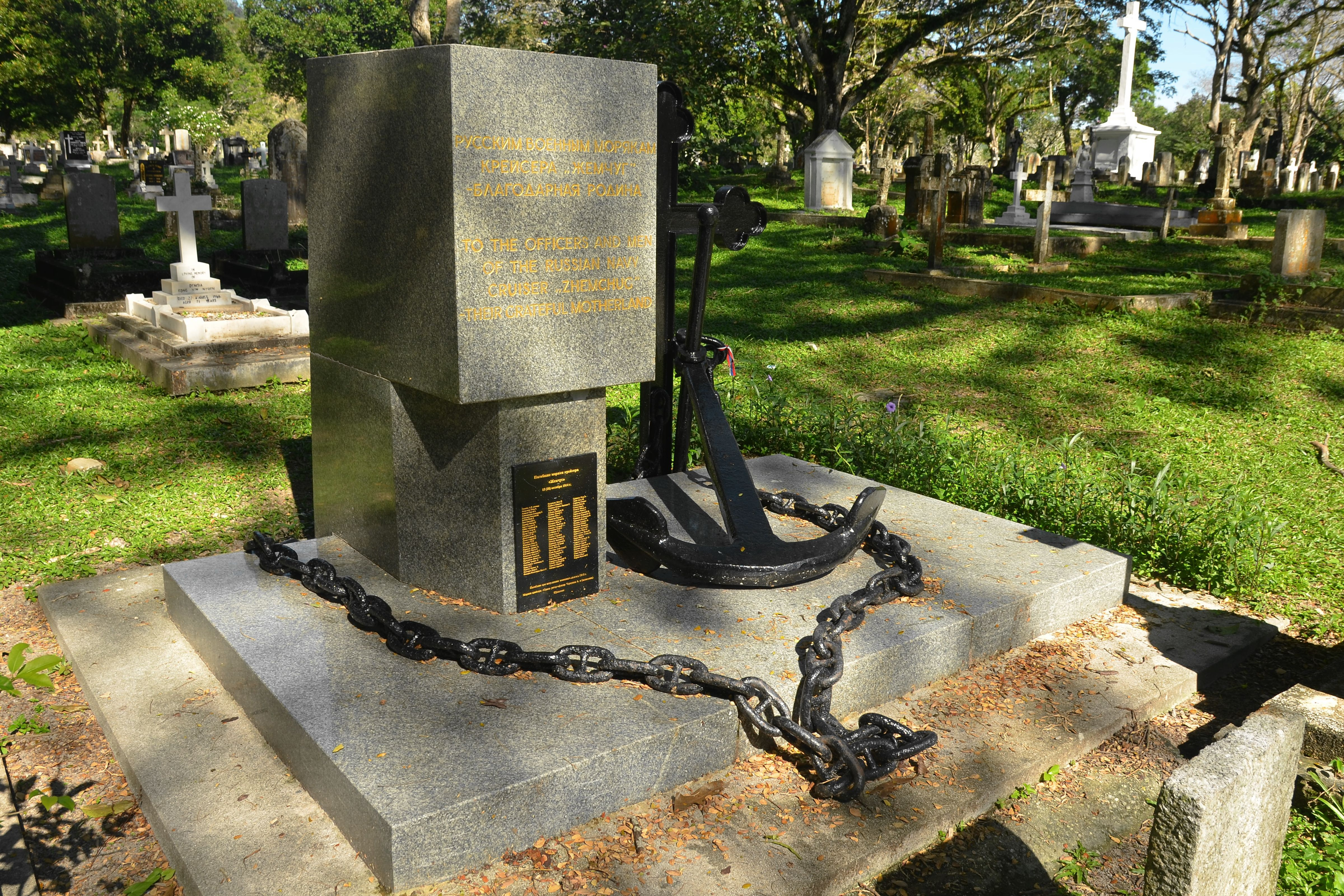
珍珠號西方路墳場紀念碑

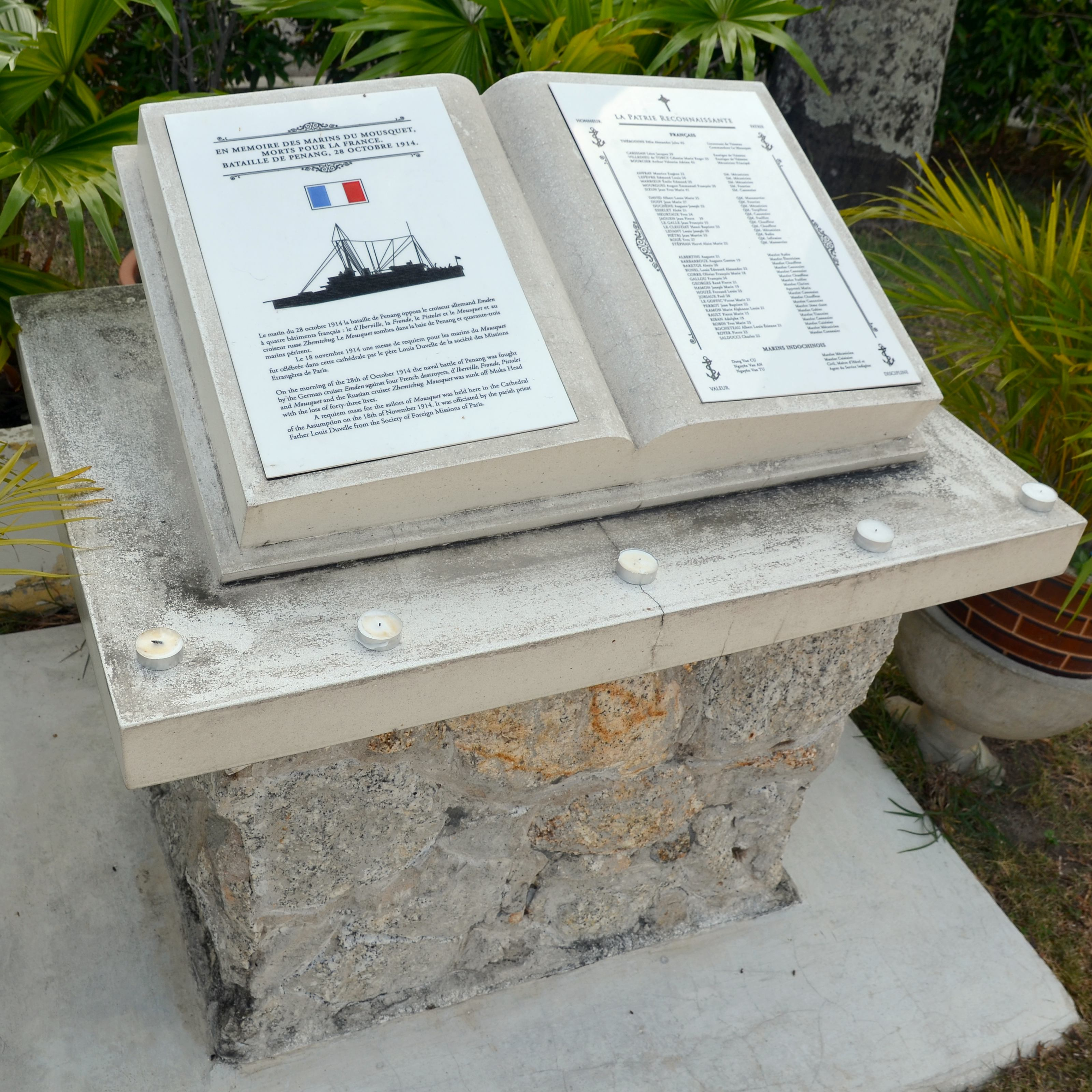
長槍號紀念碑

珍珠号在船長切爾卡索夫男爵（Cmdr. Baron I. A. Cherkassov）於那晚上岸探望妻子（有些說法說是情婦）的時候，處於一種非戰備的狀態。船艦彈藥庫的鑰匙已被帶上岸，並未設置任何警戒員。切爾卡索夫無奈地從槟城东方酒店眺望著他的船沉沒在海峽底部。他因疏忽被軍事法庭審判，判處三年半的監禁、軍階降低，並開除出海軍。他的副官庫利賓中尉被判處一年半的監禁。然而，尼古拉二世沙皇減輕了這些刑罰，這兩位前軍官被指派為普通水兵。兩人後來在戰鬥中表現傑出，並獲得了聖喬治十字勳章的榮譽。珍珠号上大多数遇难水手的尸体都埋葬在槟城的惹兰巴拉（Jalan Bala ）公墓，也有一些埋葬在木山岛（Pulau Musan）。
指揮火槍号的中尉菲利克斯·特羅因（Lt. Félix Théroinne）是在行動中殉職的其中一位人員。在驅逐艦的80名船員中，有36名倖存者被埃姆登號救起。三名法國水手因受傷而死亡，並受到海葬的軍禮。在戰鬥兩天後，埃姆登號攔截了英國輪船Newburn，將剩餘的法國俘虜轉移到該輪船上。然後，該輪船被釋放，將俘虜運送到蘇門答臘的沙璜，那時是中立的荷屬東印度群島。
埃姆登號繼續她成功的破壞任務，持續了另外十天，直到遭遇到實力更強大的澳大利亞皇家海軍輕巡洋艦悉尼號。悉尼號更重且射程更遠的火砲使她能夠嚴重損壞埃姆登號，迫使其擱淺並在科科斯群島海戰中投降。